# Longeron
I flystel er longerons og stringere de bærende komponenter i skelettet.
Betegnelserne bliver hovedsageligt benyttet i forbindelse med flystel og bilers chassis. Longerons bliver benyttet sammen med stringers for at forme de strukturelle skeletter.
På dansk kaldes både longerons og stringers undertiden længdelister, men i praksis bliver de engelske betegnelser anvendt.

## Fly
I skroget (eller kroppen) af et flystel er der fastgjort stringers til spanterne. På engelsk kaldes spanterne også "formers" ("formgivere"). Stringerne løber i flyets længderetning. De er primært ansvarlige for at overføre de aerodynamiske belastninger fra skrogets forhudning til spanterne. I vingerne eller den horisontale stabillisator løber longerons i bredden, fra vingetip til vingerod, og er fastgjort mellem ribberne. Den primære funktion er her at overføre belastningerne fra bøjning af vingerne til ribberne, og herfra til spær og hovedbjælke.
Af og til benyttes betegnelserne "longeron" og "stringer" i flæng. Historisk er der dog en mindre forskel på de to komponenter. Hvis der kun er et ringe antal længdelister i et flyskrog (typisk 4 til 8 stk.) og disse forløber i hele skrogets længderetning, bliver de kaldt "longerons". En traditionel skrogopbygning med longerons kræver også at skroget spanter sidder forholdsvis tæt, med et for hver 10 - 15 cm (ca. 4 - 6 tommer). Hvis der er et større antal komponenter i længderetningen (ofte 50 til 100 stk.) og de kun er placeret mellem to eller flere spanter, men ikke i hele skrogets længde, bliver de kaldt "stringers". I et skrog opbygget med stringers er disse komponenter spinklere, og skrogets spanter er placeret længere fra hinanden, typisk med en afstand på 35 - 50 cm (15 til 20 tommer). Generelt har longerons et større tværsnit end stringers. I større moderne fly er stringer-systemet mest udbredt fordi det har en lavere vægt i forhold til styrken, og selvom det er mere kompliceret at designe, analysere og at bygge. Nogle fly benytter en kombination af stringers og longerons.
Longerons bærer ofte en større belastning end stringers og hjælper også med at overføre forhudningens belastninger til den interne struktur. Longerons bliver næsten altid fastgjort til spanter eller ribber. Stringers bliver ofte kun fastgjort til forhudningen, hvor de bærer en del af skrogets bøjningsmoment via aksial belastning. Det er slet ikke ualmindeligt at have en blanding af longerons og stringers i det samme flystel.

## Løfteraketter
Der bliver benyttet stringers i opbygningen af brændstoftankene i nogen typer løfteraketter. Et eksempel på dette er Falcon 9-raketten som benytter stringers i tanken til RP-1 brændstoffet, men ingen i tankene til flydende ilt. Dette gælder både for første og andet trin af raketten.